# Пароплавний Білл
Пароплавний Білл  (англ. Steamboat Bill, Jr.) — американська кінокомедія, робота великого коміка і неперевершеного трюкача Бастера Кітона 1928 року випуску.

## Сюжет
"Пароплавний Білл" переносить нас на річку Міссісіпі часів колісних пароплавів і розповідає історію пригод зіпсованої молодої людини Білла з Бостона, якого його суворий батько намагається навчити премудростей навігації. Білл потрапляє в найнеймовірніші пригоди. Він визволяє батька з в'язниці, рятує всіх від жахливого циклону і відновлює дружбу батька з компаньйоном.

## У ролях
- Бастер Кітон — Вільгельм Кенфілд молодший
- Том МакГуайр — Дж. Дж. Кінг
- Ернест Торренс — Вільгельм Кенфілд
- Том Льюїс — Том Картер
- Меріон Байрон — Кітті Кінг
- Джеймс Т. Мак — міністр